# František Mikulička
František Mikulička (* 8. dubna 1959, Zlín) je bývalý český fotbalista, útočník a fotbalový trenér.

## Fotbalová kariéra
Odchovanec malenovické a zlínské kopané hrál v lize za Duklu Praha a Zbrojovku Brno. S Duklou získal v sezóně 1978/1979 mistrovský titul. V nejvyšší soutěži odehrál 92 utkání, vstřelil 21 branek. Od roku 1983 hrál druhou nejvyšší soutěž, jednu sezonu za Zbrojovku Brno, poté přestoupil do ambiciózních Slušovic. V Poháru UEFA nastoupil v roce 1980 za Zbrojovku Brno ve všech čtyřech utkáních, jeden start si připsal i v Dukle (7. listopadu 1979 na hřišti Racingu Strasbourg střídal v prodloužení Ladislava Vízka). V jediném utkání za ČSSR "B" se mu podařilo skórovat, odehrál také jeden zápas za olympioniky.

## Ligová bilance
| Ročník                                   | Zápasy | Góly | Klub             |
| ---------------------------------------- | ------ | ---- | ---------------- |
| Česká národní fotbalová liga 1977/78     | -      | -    | TJ Gottwaldov    |
| 1. československá fotbalová liga 1978/79 | 3      | 0    | Dukla Praha      |
| 1. československá fotbalová liga 1979/80 | 6      | 0    | Dukla Praha      |
| 1. československá fotbalová liga 1980/81 | 28     | 7    | Zbrojovka Brno   |
| 1. československá fotbalová liga 1981/82 | 26     | 6    | Zbrojovka Brno   |
| 1. československá fotbalová liga 1982/83 | 29     | 8    | Zbrojovka Brno   |
| Česká národní fotbalová liga 1983/84     | 26     | 3    | Zbrojovka Brno   |
| Česká národní fotbalová liga 1986/87     | 19     | 5    | TJ JZD Slušovice |
| Česká národní fotbalová liga 1987/88     | 16     | 4    | TJ JZD Slušovice |
| Česká národní fotbalová liga 1988/89     | 29     | 9    | TJ JZD Slušovice |
| CELKEM 1. liga                           | 92     | 21   |                  |

## Trenérská kariéra
Po skončení aktivní kariéry působil jako asistent trenéra v 1. FC Slovácko a jako trenér v nižších soutěžích.